# Val-d'Arc
Val-d'Arc is een fusiegemeente (commune nouvelle) in het Franse departement Savoie (regio Auvergne-Rhône-Alpes). De plaats maakt deel uit van het arrondissement Saint-Jean-de-Maurienne. Val-d'Arc is op 1 januari 2019 ontstaan door de fusie van de gemeenten Aiguebelle en Randens. De gemeente telde 2.009 inwoners op 1 januari 2022.

## Geografie
De oppervlakte van Val-d'Arc bedroeg op 1 januari 2022 14,21 vierkante kilometer; de bevolkingsdichtheid was toen 141,4 inwoners per km².

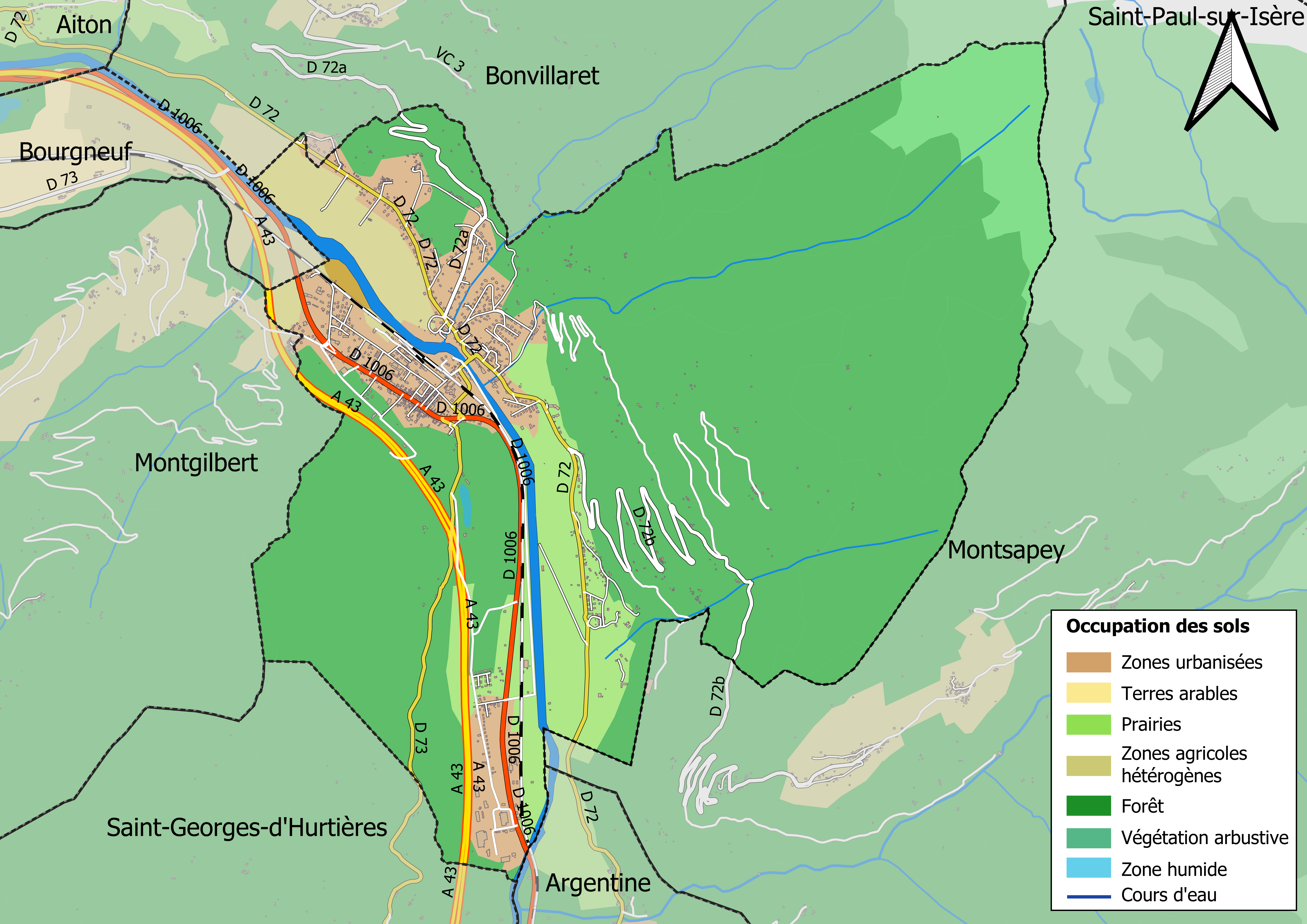
Kaart van de gemeente met de belangrijkste infrastructuur, bodemgebruik en omliggende gemeenten